# 1z2
1z2, właśc. Jakub Walczewski (ur. 15 lipca 1980) – polski raper. Przedstawiciel nurtu rapu ulicznego.
Od 1996 roku raper współpracował z zespołem Deliryk. Od 1999 nagrywa solo. W 2001 zadebiutował na składance Waco Świeży materiał. Jego utwory można było również usłyszeć na takich płytach jak: DJ 600V V6, Kodex 2: Proces, Pih Boisz się alarmów... (Peiha solo album cz. I), Borixon Mam pięć gram, Endefis O tym, co widzisz na oczy, Chada Pih O nas, dla Was, Pih – Krew, pot i łzy, Road to hip-hop 2004, MyNieMy Co złego to nie my, S2O Oni są z tej szkoły, Fenomen Outsider, Pih Ulice bez jutra / Czarny kruk.
W 2004 zadebiutował płytą Nic co ludzkie. W 2005 roku ukazał się album Endefis Być albo nie być. W 2008 ukazała się płyta Progres (gościnnie: Miexon, Bartosz (Endefis), RDS, Ekonom (Fenomen), Pyskaty (Skazani na Sukcezz), Ero (JWP, Bez Cenzury), Pils (S2o).
W 2010 ukazał się album Kilkaset Słów, Kilkaset Sekund Sławy zespołu W Zmowie, który tworzy warszawski tandem 1z2 i RDS.
30 stycznia 2012 roku nakładem wytwórni muzycznej Prosto ukazała się płyta Taki będę – trzeci studyjny album warszawskiego zespołu hip-hopowego Endefis. Był to pierwszy album formacji po sześcioletniej przerwie w działalności. Goście w nagraniach wzięli udział m.in. Piotr Cugowski, Bartek Królik, Tomson, Chvaściu, Ceen (Silesian Sound), Kama oraz Ekonom – członek zespołu Fenomen. Produkcji nagrań podjęli się O.S.T.R., SoDrumatic, Ariel, Zbylu, BezTwarzy oraz Młody Gro. W celu promocji albumu wydano dwa utwory pt. "Dzięki za życie" i "Nie zazdroszczę" oraz udostępniono płytę do odsłuchu na oficjalnym kanale YouTube wytwórni Prosto.
7 stycznia 2013 miała premierę EP'ka składu W Zmowie zatytułowana „Jestem…” Zawiera 7 utworów, które wyprodukowali Beztwarzy (z duetu producenckiego Złote Twarze, Zbylu, SoDrumatic i Wredny). Gościnnie w projekcie udział wzięli Głowa (ze szczecińskiego duetu PMM, DJ Haem i Cleo).

## Dyskografia
Albumy
| Rok  | Tytuł                                                 | Dane dot. albumu                               |
| ---- | ----------------------------------------------------- | ---------------------------------------------- |
| 2004 | Nic co ludzkie                                        | - Data: 17 września 2004 - Wydawca: Promil     |
| 2008 | Progres                                               | - Data: 10 kwietnia 2008 - Wydawca: UnikaTowar |
| 2010 | Kilkaset słów, kilkaset sekund sławy (oraz Rademenes) | - Data: 13 września 2010 - Wydawca: UnikaTowar |
| 2012 | Taki będę                                             | Data 30 stycznia 2012 Wydawca:Prosto           |
| 2013 | Jestem...                                             | Data 7 stycznia Wydawca: UnikaTowar            |

Występy gościnne i kompilacje
| Rok  | Utwór                                                                                            | Album                                               | Źródło |
| ---- | ------------------------------------------------------------------------------------------------ | --------------------------------------------------- | ------ |
| 2001 | „Absolutnie” (gościnnie: 1z2)                                                                    | V6 – DJ 600V                                        | [ 3 ]  |
| 2001 | „Niezliczona ilość dni” (gościnnie: 1z2)                                                         | Świeży materiał – Waco                              | [ 4 ]  |
| 2002 | „Miasto świeci” (gościnnie: Pih, 1z2)                                                            | Mam pięć gram – Borixon                             | [ 5 ]  |
| 2002 | „Nic co ludzkie” (gościnnie: 1z2)                                                                | Boisz się alarmów... (Peiha solo album cz. I) – Pih | [ 6 ]  |
| 2003 | „Nikt nie jest doskonały” (gościnnie: 1z2)                                                       | O nas, dla Was – Chada, Pih                         | [ 7 ]  |
| 2003 | „Punkt widzenia” (gościnnie: 1z2, Ekonom)                                                        | O tym, co widzisz na oczy – Endefis                 | [ 8 ]  |
| 2004 | „Potrzebny jest na to czas” (gościnnie: Chada, 1z2)                                              | Krew, pot i łzy – Pih                               | [ 9 ]  |
| 2004 | „Chwila prawdy” (gościnnie: 1z2)                                                                 | Kodex 2: Proces – White House                       | [ 10 ] |
| 2005 | „Lepiej jest tu” – Rademenes, 1z2                                                                | Road Hip Hop 2005 (kompilacja)                      | [ 11 ] |
| 2005 | „Co innego” (gościnnie: 1z2)                                                                     | Dobre życie – Rudy MRW                              | [ 12 ] |
| 2006 | „Nie mogę przestać myśleć o wersach” (gościnnie: 1z2)                                            | Oni są z tej szkoły – S2O (gościnnie:Bebe)          | [ 13 ] |
| 2006 | „Bez obłudy” (gościnnie: 1z2)                                                                    | Co złego to nie my – MyNieMy                        | [ 14 ] |
| 2007 | „Lepiej późno niż wcale” (gościnnie: 1z2)                                                        | Outsider – Fenomen                                  | [ 15 ] |
| 2008 | „Z perspektywy czasu...” (gościnnie: 1z2) „Z perspektywy czasu... (Puzzel RMX)” (gościnnie: 1z2) | Z perspektywy czasu... – Emo                        | [ 16 ] |
| 2009 | „Przetrwać” (gościnnie: 1z2)                                                                     | Bezsenność – Rudy MRW                               | [ 17 ] |
| 2009 | „Nigdy nie było wczoraj” (gościnnie: Pih, 1z2)                                                   | Kwintesencja – Jopel & Kejo                         | [ 18 ] |
| 2009 | „Właśnie tu” (gościnnie: Pih, 1z2)                                                               | 2 oddech – Kama                                     | [ 19 ] |
| 2012 | „Rap dzisiaj” (RuDy Remix) – EMCeeM (gościnnie: G-Fella, Chubb Rock, 1z2, Judah Priest)          | Skate-Europe.com (kompilacja)                       | [ 20 ] |